# Drage, Harburg
Drage là một đô thị thuộc huyện Harburg, bang Niedersachsen, Đức. Đô thị này có diện tích 30,28 km².